# Школа № 10 имени В. Г. Короленко
Полтавская общеобразовательная школа № 10 имени В. Г. Короленко   школа в Полтаве.

## История
Открыта школа 20 августа 1920 года. Антон Семенович Макаренко был первым директором 10-й трудовой школы. Школа была открыта в помещении Крестьянского поземельного банка на углу улиц Октябрьской и Розы Люксембург. Через три месяца А. С. Макаренко возглавил детскую трудовую колонию для несовершеннолетних. Заведующей 10-й школой была назначена Евгения Васильевна Люльева.
Впоследствии школа перебралась в жилой дом по улице Гоголя, 24, работала в помещении по улице Луначарского. Позднее ей предоставили здание Гоголевской школы по улице Пушкина — современное её правое крыло. Затем к нему было присоединено здание образовательного общества (Народного дома) имени В. Г. Короленко.
Народный дом имени В. Г. Короленко построен в 1922—1923 годах по проекту архитектора Аркадия Яковлевича Лангмана на углу улиц Пушкина и Котляревского. Каменный, двухэтажный. В решении фасадов использованы элементы классицистической архитектуры. На углу дома — четырехколонная ротонда дорического ордера.
Изначально Народный дом предназначался для литераторов и ученых, но стал школой. На фасаде — мемориальные таблички Ляле Убийвовк и В.Н.Челомею. В 1995 году в стену дома заложена капсула с обращением к потомкам ветеранов Великой Отечественной войны 1941—1945 годов. Расположен на улице Пушкина № 20/23.

Таблички на здании школы
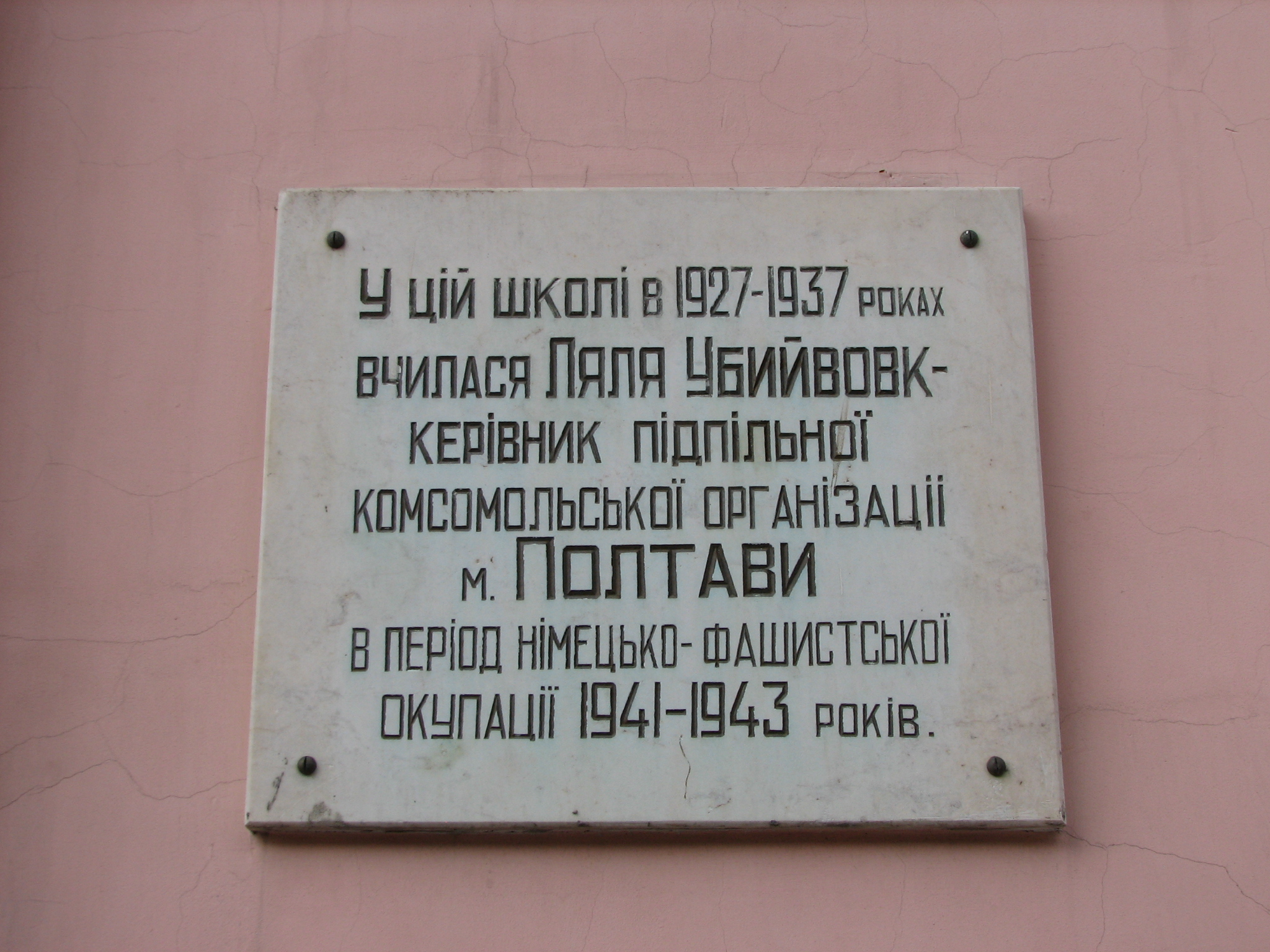
Ляле Убийвовк
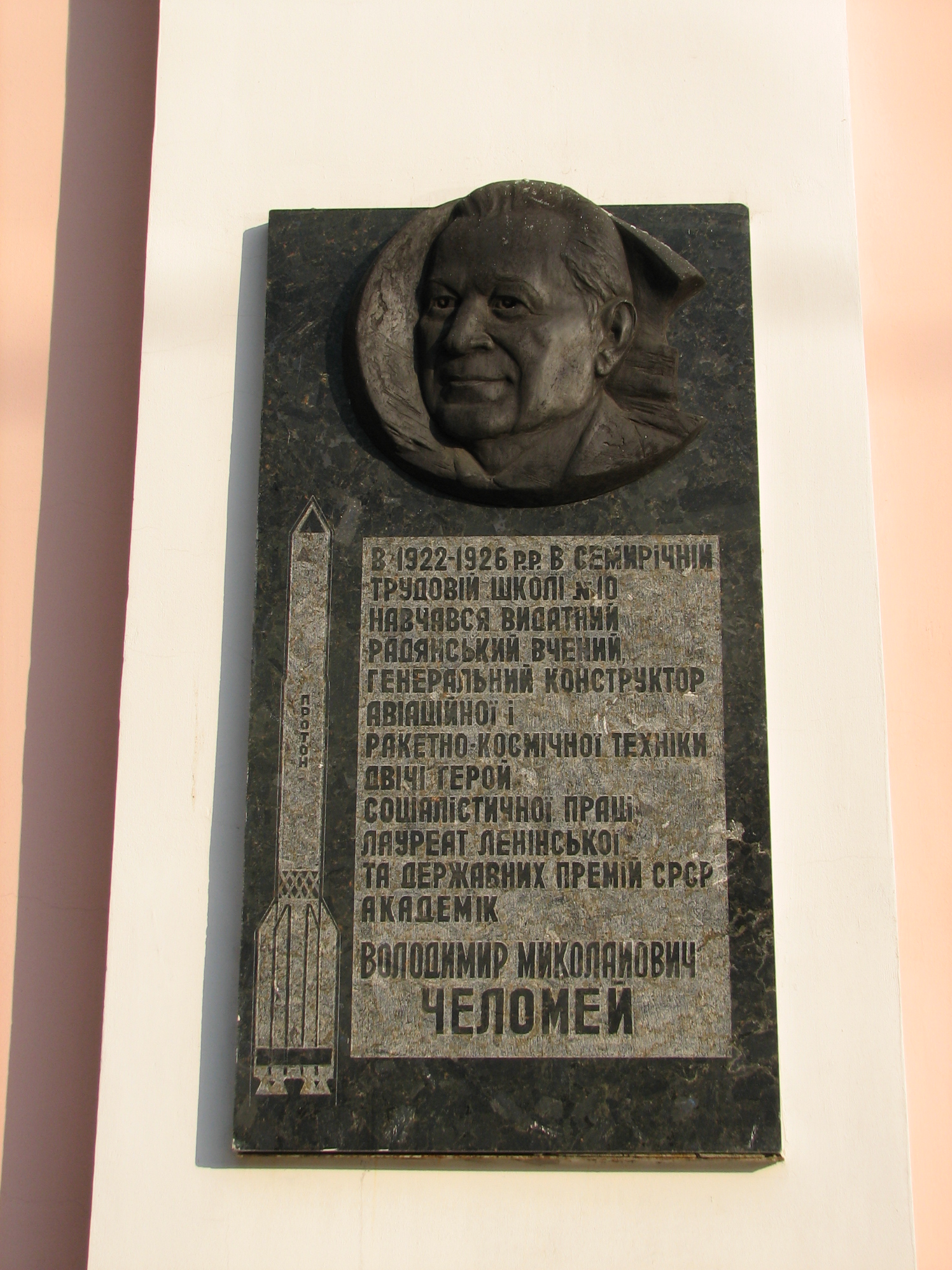
В.Н.Челомею
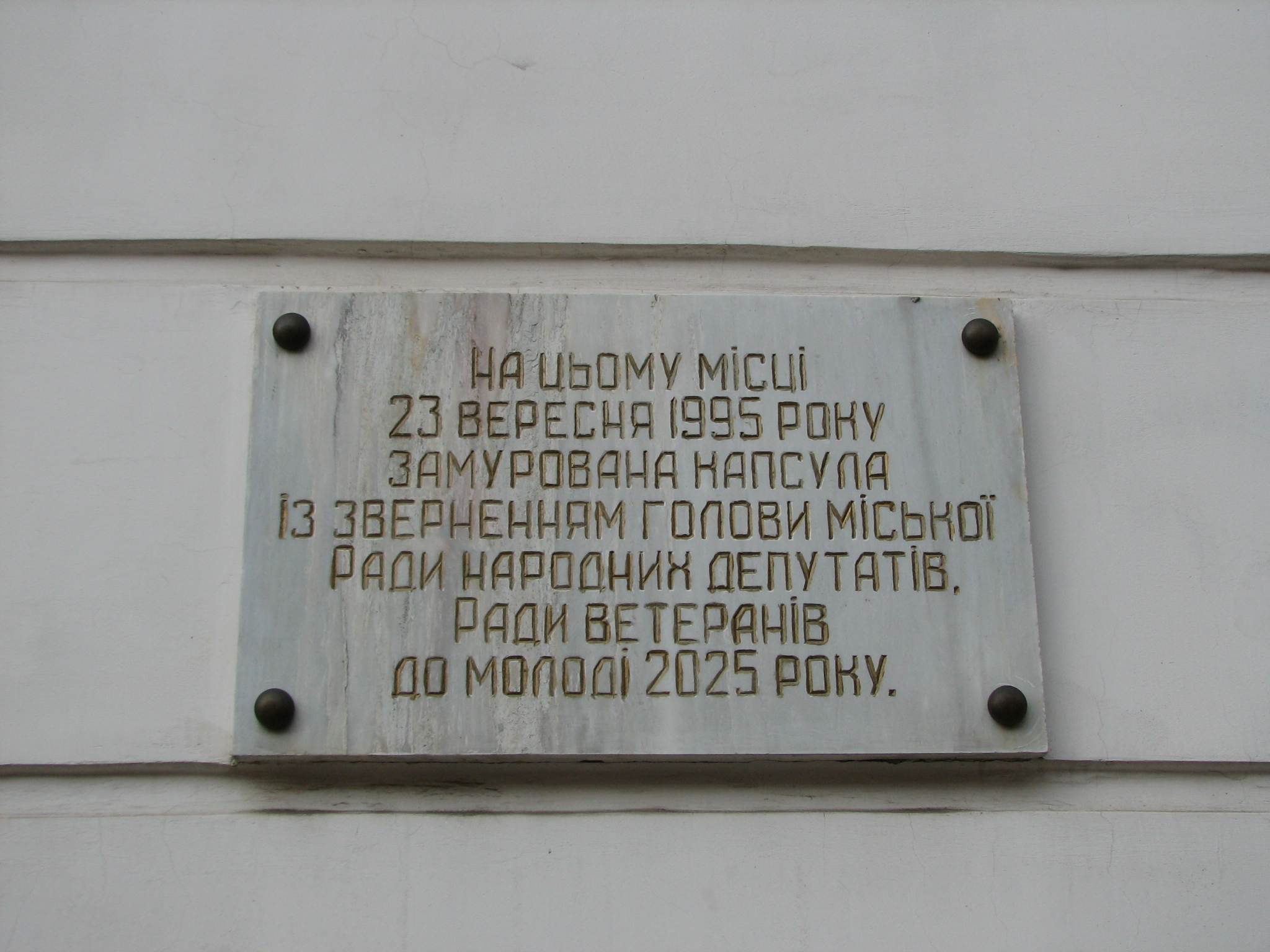
Обращение ветеранов

### 1920—1950 годы
В 1935 году школа 7-летка стала 10-леткой. С 1946 года школа носит имя В. Г. Короленко. С 1947 по 1954 год школа была женской, с 1954 года — и мужской. В 1959—62 годах шло строительство нового корпуса школы. В это время школа была трудовой, политехнической.
Уровень преподавательского состава был настолько высоким, что впервые в городе на базе школы открыли методический кабинет.

### 1950—1980 годы
В селе Ковалевка действовал лагерь труда и отдыха совхоза имени А. С. Макаренко. Школа сотрудничала с деревообрабатывающим комбинатом треста «Полтавасильбуд» и телефонно-телеграфной станцией, на которых старшеклассники получали профессиональную подготовку. На выпускных вечерах ученикам вручали удостоверение столяра, телеграфиста, телефониста и оператора связи.
8 мая 1965 года Ляле Убийвовк присвоено звание Героя Советского Союза. Тогда же было начато создание экспозиции, посвящённой героине, в классе, где она училась в 1927—37 годах.
28 октября 1967 года состоялось торжественное открытие монумента "Непокорённым полтавчанам".

### 1980—2010 годы
1982 год — 60-летие образования СССР. В школе проведен межреспубликанский фестиваль «Пятнадцать республик — пятнадцать сестер».
1988 год — к 100-летию со дня рождения А. С. Макаренко открыта экспозиция, посвященная выдающемуся педагогу. В 2013 году, к 125-летию педагога, она была обновлена.
Внедряется в практику «Региональная модель гражданского образования в Полтавской области», продолжается работа над проблемой «Определение уровня ценностных ориентаций по формированию гражданина Украины».
Пополняя страницы истории школы, поддерживая традиции, созданы классы-гостиные В. Г. Короленко, В.Н.Челомея. В 2013 году открыты гостиные М. И. Кривошеева, О. Ф. Кивы и А. Н. Роговцевой.

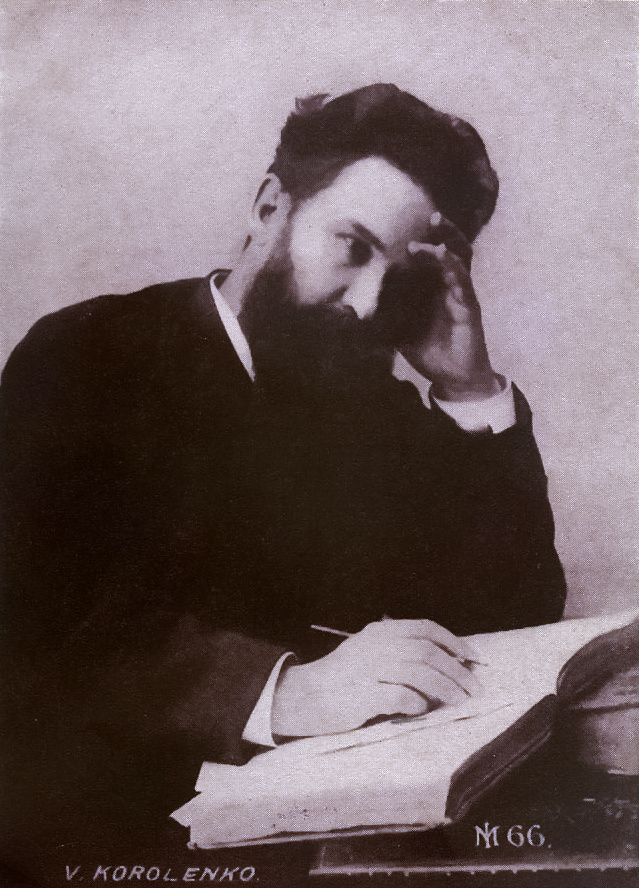
Владимир Галактионович Короленко

С начала XXI века над школой шефствует областная налоговая служба.

## Известные ученики и выпускники школы[1]
- Владимир Николаевич Челомей — Главный конструктор Объединенного Конструкторского Бюро ракетостроения, строительства космической и авиационной техники, дважды Герой Социалистического Труда.
- Елена Константиновна Убийвовк — руководитель подпольной комсомольской организации «Непокоренная полтавчанка» в период немецко-фашистской оккупации Полтавы в 1941—1943 годах, Герой Советского Союза.
- Рождественский Всеволод Петрович — композитор, главный дирижер Киевского драматического театра имени Ивана Франко.
- Кривошеев Марк Иосифович — основоположник современного телевидения, доктор технических наук, академик, Почетный связист Украины.
- Роговцева Ада Николаевна — актриса театра и кино, народная артистка СССР, народная артистка Украины, Герой Украины.
- Кива Олег Филиппович — композитор, народный артист Украины, Заслуженный деятель искусств Украины, лауреат премии имени Николая Лысенко.

В школе учились внучка В. Г. Короленко София Ляхович и его правнучка Елена Иванова.

## Директора школы
- С 1932 года — М. С. Сенченко.
- С 1935 — Л. Н. Юхновский.
- С 1936 — С. П. Скляр.
- С 1938 — Ф. А. Шостак.
- С 1943 — Е. А. Репринцева.
- С 1947 — П. Ф. Рудяга.
- С 1955 — М. Е. Милявский.
- В 1970 — А. М. Липатова.
- С 1971 — Р. П. Кусайло.
- С 1975 — М. Б. Захарова.
- С 1979 — Л. П. Гладкая.
- С 1 сентября 1994 директором школы является Алла Владимировна Ширай.